# Jane & Micci/Godam
Jane & Micci/Godam è un singolo promozionale di  Nico Fidenco e del gruppo I Cavalieri del Re, pubblicato nel 2010.
Il singolo è il secondo di una serie di ristampe su vinile ad opera dell'associazione culturale TV-Pedia tra il 2009 e il 2011 delle sigle rimaste escluse dalla pubblicazione su 45 giri, su etichetta Siglandia.

## Lato A
Jane & Micci è un brano musicale scritto nel 1983 da Ugo Caldari su musica di Nico Fidenco come sigla dell'anime Jane e Micci. Il brano venne inserito nella compilation Tivulandia successi n. 6 ma non venne mai stampato su 45 giri, a causa della scarsa visibilità della serie e di un progressivo disinteresse delle case discografiche per il mercato delle sigle per bambini. Il brano è arrangiato in chiave disco con un tappeto di archi e vede la partecipazione ai cori e controcanti del Coro di Torre Spaccata.

## Lato B
Godam è un brano musicale scritto da Riccardo Zara e interpretato 
dal gruppo de I Cavalieri del Re come sigla dell'anime omonimo. Riccardo Zara chiese direttamente ad Olimpio Petrossi responsabile alla RCA della scelta delle sigle televisive per gli anime, di poter scrivere una sigla che si discostasse da quelle cantate fino a quel momento. Il brano venne inserito nella compilation Tivulandia i successi N.6 nell'autunno del 1983, molti mesi prima  della messa in onda del cartone.